# Benedetto Varchi

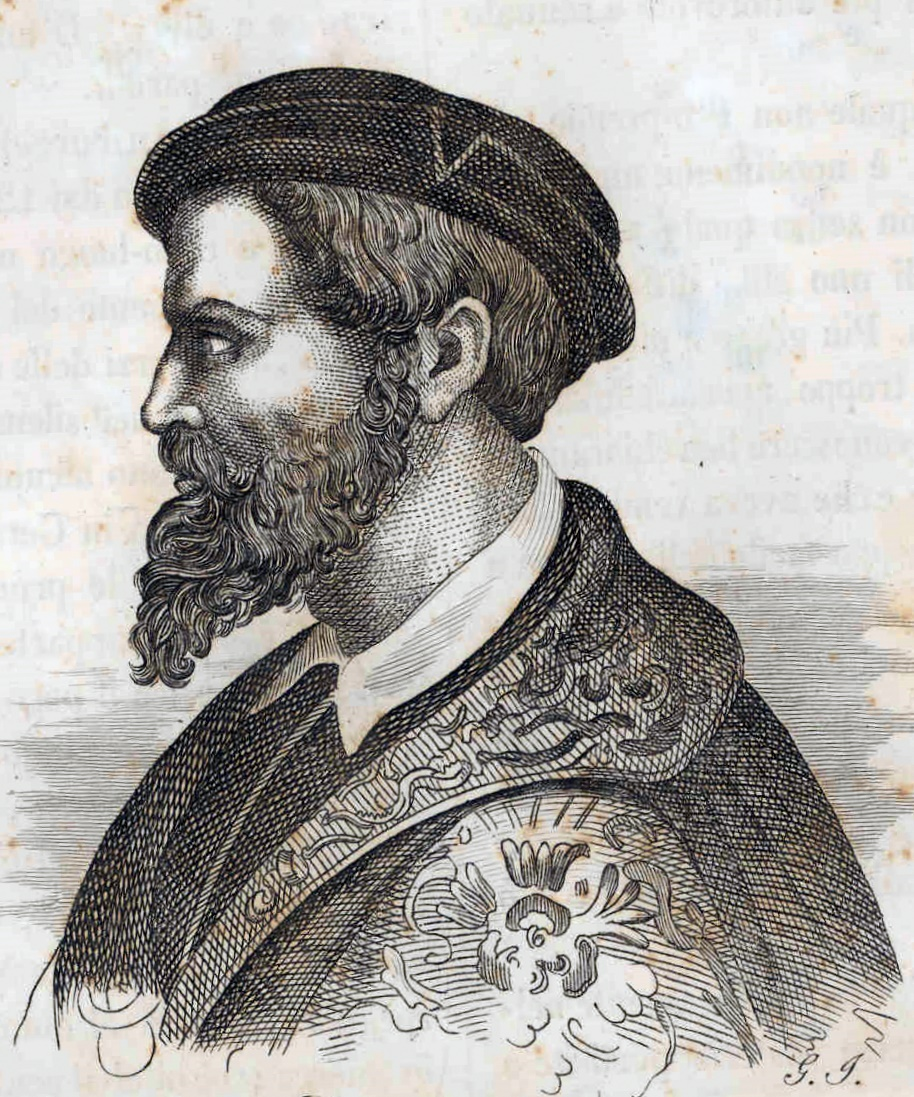
Benedetto Varchi

Benedetto Varchi (Florença, 19 de Março de 1503 † Florença , 18 de Dezembro de 1565) foi um historiador e poeta italiano.
Varchi participou da defesa de Florença durante a invasão dos Médicis e imperialistas em 1530 - teve de se exilar depois da captura da cidade e participou da expedição fracassada de Piero Strozzi para derrubar o governo Médici em 1536. Sete anos depois ele foi reconvocado a Florença por Cosmo I para escrever a história da cidade.
Sua obra "Storia fiorentina" (16 volumes) abrange o período de 1527 a 1538, embora fora publicada em sua cidade natal somente em 1721. Varchi também escreveu peças, poemas, diálogos e traduções dos clássicos.

## Seleção de obras
- Due lezioni
- Il discorso della bellezza e della grazia;
- Rime.